# AEW Continental Championship

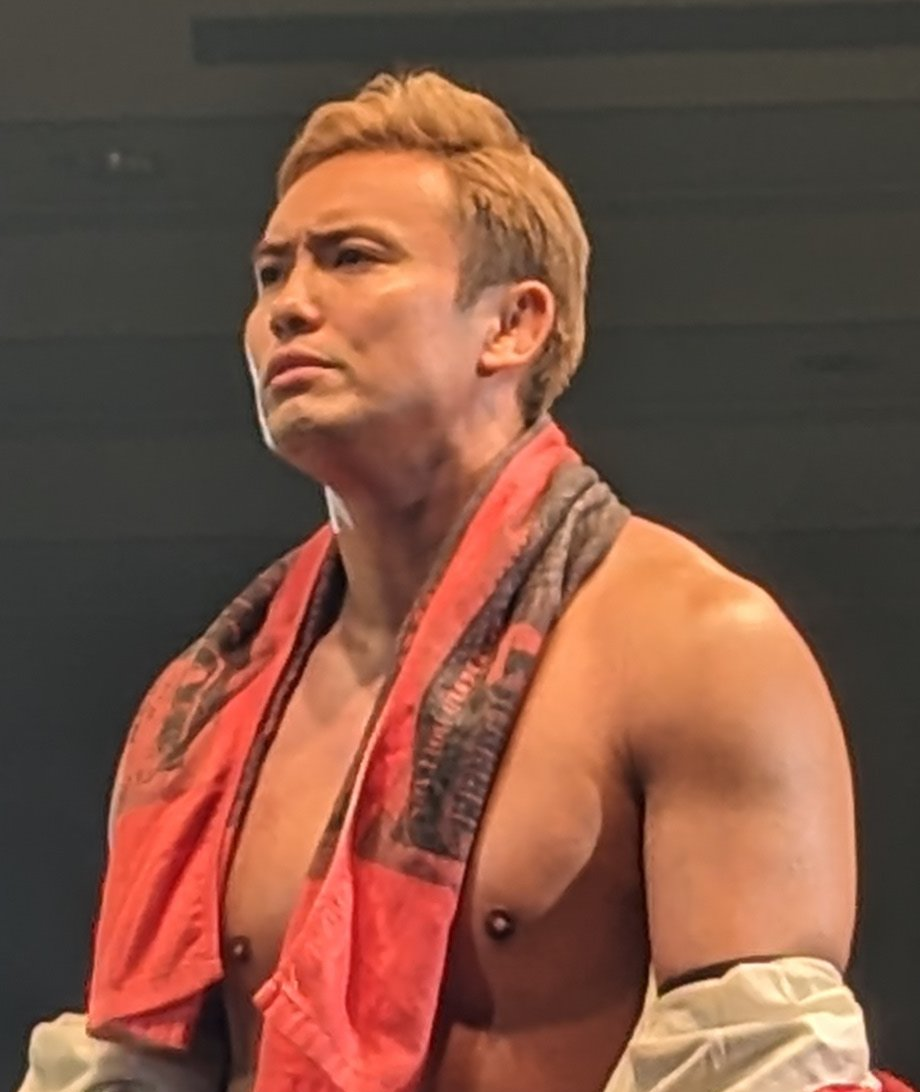
L'attuale campione Kazuchika Okada

L'AEW Continental Championship è un titolo di wrestling di proprietà dalla All Elite Wrestling, detenuto da Kazuchika Okada dal 20 marzo 2024.
Oltre che nella All Elite Wrestling, il titolo può essere difeso nella Ring of Honor e nella New Japan Pro-Wrestling.

## Storia
L'11 novembre 2023, la All Elite Wrestling annunciò un torneo chiamato Continental Classic. Il presidente della AEW Tony Khan e il wrestler Bryan Danielson dichiararono che il torneo sarebbe iniziato nell'episodio di Dynamite del 22 novembre, sarebbe durato sei settimane e si sarebbe svolto negli episodi di Dynamite, Rampage e Collision, per poi concludersi  il 30 dicembre nel pay-per-view Worlds End. È stato inoltre annunciato che il vincitore del torneo sarebbe diventato il primo detentore dell'AEW Continental Championship.
Il titolo è riconosciuto da All Elite Wrestling, Ring of Honor e New Japan Pro-Wrestling e sarà difeso in tutte e tre le federazioni. Al successivo Continental Classic, il campione del momento sarà qualificato automaticamete al torneo.

## Albo d'oro
Statistiche aggiornate al 13 giugno 2025.
| # | Campione        | Regno | Data             | Giorni | Località            | Evento     | Note | Fonti |
| - | --------------- | ----- | ---------------- | ------ | ------------------- | ---------- | ---- | ----- |
| 1 | Eddie Kingston  | 1º    | 30 dicembre 2023 | 81     | Uniondale, New York | Worlds End |      | [ 6 ] |
| 2 | Kazuchika Okada | 1º    | 20 marzo 2024    | 450+   | Toronto             | Dynamite   |      | [ 7 ] |